# Gaumeister

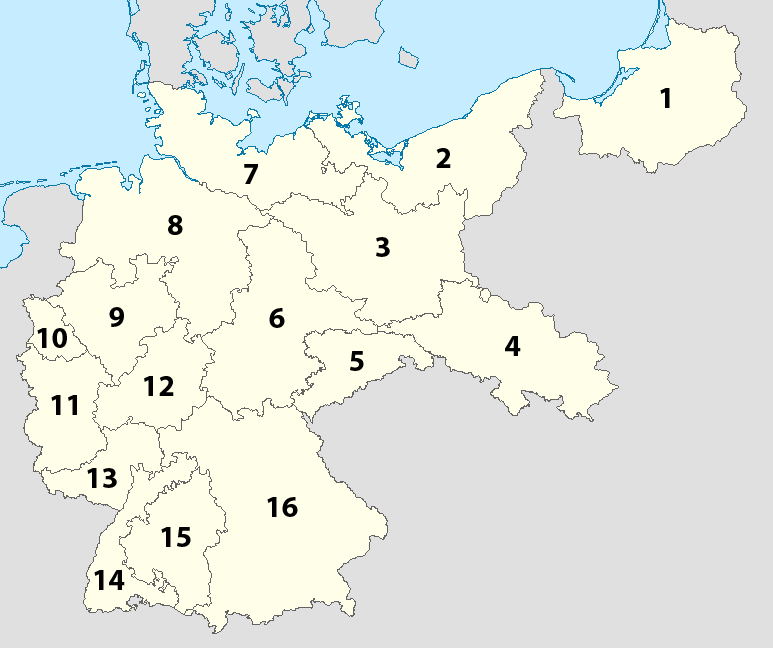
Gebietsstand der Sportbereiche 1933

Gaumeister war vor allem in der ersten Hälfte des 20. Jahrhunderts die Bezeichnung für Gewinner sportlicher regionaler Meisterschaften. Seit der zweiten Hälfte des 20. Jahrhunderts, nach dem Ende des Dritten Reiches, wird die Bezeichnung nur noch von wenigen Sportverbänden in Deutschland und Österreich zur Ehrung verwendet.

## Drittes Reich
Als Gaumeister wurden diejenigen Sportler bezeichnet, die im jeweiligen Sportbereich die Meisterschaft gewonnen hatten. Es wurden nahezu alle auch heute noch relevanten Sportarten abgedeckt, so Turnen, Fußball, Boxen oder Leichtathletik.